# Louis de Bourbon, comte de Vermandois

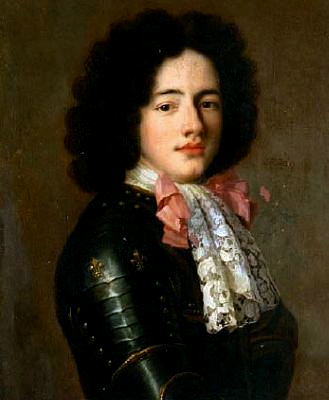
Louis, Comte de Vermandois

Louis de Bourbon, comte de Vermandois (* 2. Oktober 1667 in Saint-Germain-en-Laye; † 18. November 1683 in Courtrai), war ein außerehelicher Sohn von König Ludwig XIV. Dieser legitimierte ihn 1669 und ernannte ihn zugleich zum Admiral de France.

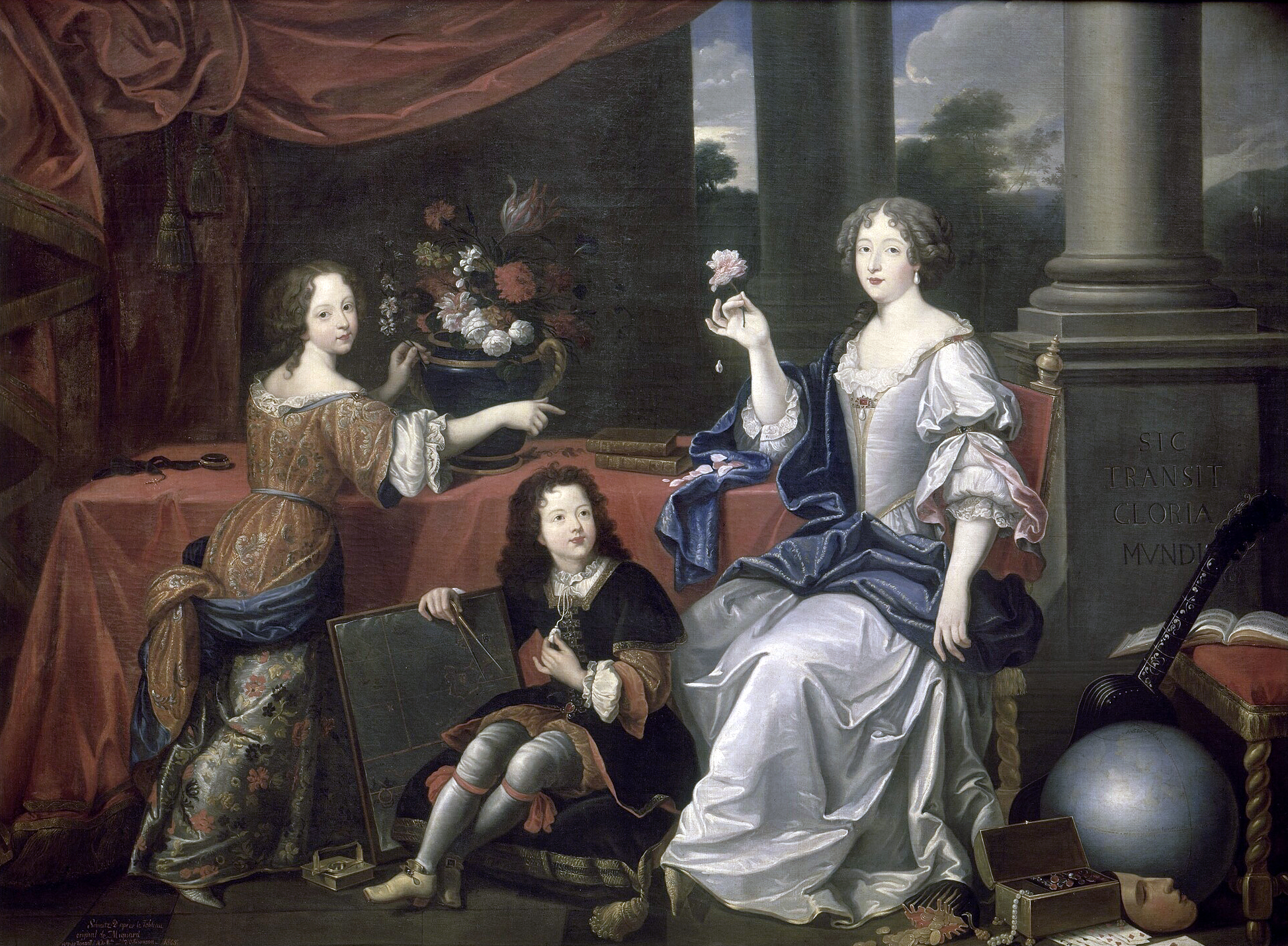
Le comte de Vermandois mit seiner Mutter, Louise de La Vallière und seiner Schwester (Gemälde von Pierre Mignard, vor 1673)

## Kind der Ungnade
Louis de Bourbon war das vierte Kind, das der König und seine Mätresse die Herzogin Louise de La Vallière hatten. Er wurde geboren, als seine Mutter bereits in Ungnade gefallen war (die Madame de Montespan hatte sie von der Seite des Königs verdrängt) und wurde erst zwei Jahre nach seiner Geburt vom König anerkannt. Zwei Brüder waren bereits vor Louises offiziellen Ernennung zur Mätresse des Königs geboren worden und bereits kurze Zeit darauf gestorben. Seine Schwester, Mademoiselle de Blois war ein Jahr älter und war bereits 1667 anerkannt worden.
Da der König, der seine ehemalige Favoritin inzwischen verachtete, seine Ehefrau nicht betrüben wollte und den Skandal, der durch das Kind herbeigeführt worden wäre, fürchtete, beachtete er seinen Sohn zunächst nicht, auch wenn dieser der zweite seiner männlichen Nachkommen war, und stellte erst zwei Jahre später das Anerkennungsschreiben (lettre patente) aus. Er belebte dazu den ausgestorbenen Titel „Comte de Vermandois“ neu und ernannte das Kind zum Admiral von Frankreich. Dadurch entzog er die Marine dem Einfluss womöglich nicht wohlgesinnter Adeliger und behielt selbst die Fäden über die Marine in der Hand.
Die Erziehung des Knaben wurde der Madame Colbert, Gattin von Jean-Baptiste Colbert übertragen.

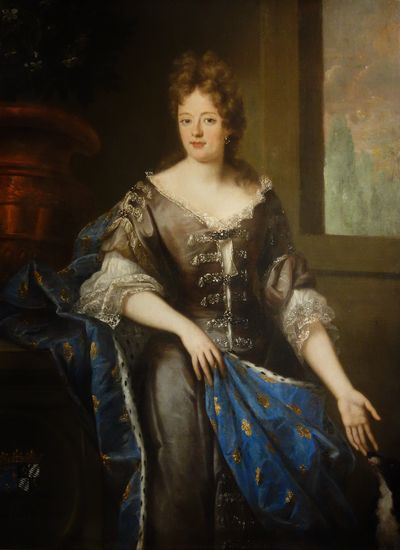
Liselotte von der Pfalz als Herzogin von Orléans. Tante und Vormund des Comte de Vermandois. Porträt von Nicolas de Largillière (1656–1746), 1678 (Musée des Beaux-Arts de Nancy)

Im Jahre 1670 hatte Louise de La Vallière wahrscheinlich eine Fehlgeburt und begann sich mehr und mehr der Religion zuzuwenden. Vier Jahre später trat sie in den Orden der Karmelitinnen ein, woraufhin die Tante des Knaben, Liselotte von der Pfalz, zum Vormund bestimmt wurde.
Der kleine Louis de Bourbon war auch Regimentsinhaber des Seesoldatenregiments „de l’Amiral de France“, das 1671 zu den Landstreitkräften überstellt und in Régiment de Vermandois umbenannt wurde.

## Prinz in Ungnade
1680 hatte sich der Bruder des Königs Philippe I. de Bourbon, duc d’Orléans eine homosexuelle Bruderschaft, die „Confrérie d'italianisants“ geschaffen, zu der mehrere hochrangige Adelige gehörten. Nachdem Louis de Bourbon, dauphin de France, es abgelehnt hatte, diesem Club beizutreten, suchte sich der Duc d'Orleans einen anderen Favoriten und fand ihn 1681 in seinem erst 13-jährigen Neffen. Der als naiv beschriebene Knabe ließ sich von seinem Onkel leiten und suchte erfolgreich nach weiteren Höflingen, die an diesem ausschweifenden Lebenswandel teilhaben wollten. Hierzu zählte auch ein Prinz von Geblüt, François Louis de Bourbon, prince de Conti.
Ludwig XIV. duldete das zunächst, weil er hoffte, dadurch politische Intrigen zu verhindern. Nach diversen Skandalen schritt der König jedoch ein und verhängte harte Strafen über die Mitglieder der Bruderschaft, wovon auch sein Sohn nicht verschont wurde. Der junge Graf wurde von seinem Vater öffentlich gemaßregelt und gezwungen, seine Kumpane preiszugeben. 1682 durfte er an den königlichen Hof zurückkehren. Elisabeth-Charlotte hatte sich beim König für ihren Schutzbefohlenen eingesetzt und erreicht, dass der junge Graf bei der Armee in Flandern dienen konnte, um so die Gnade des Königs zurückzuerlangen.

## Versuch der Rehabilitierung
Während des Reunionskrieges in Flandern schonte sich der junge Graf entgegen dem Rat seines Gouverneurs und der Ärzte nicht. Bei der durch Vauban geleiteten Belagerung von Courtrai erkrankte er schwer. Davon konnte er sich nicht mehr erholen. Er starb am 18. November 1683 im Alter von nur 16 Jahren und wurde in der Abtei Saint-Vaast in Arras beigesetzt. Die für ihn erneuerte Linie der Grafen von Vermandois war damit bereits wieder erloschen.
Der Titel des „Amiral de France“ wurde auf den fünfjährigen Louis-Alexandre, comte de Toulouse, des Königs jüngsten Sohn aus der Verbindung mit der Marquise de Montespan übertragen.

## Geschwister und Halbgeschwister
- Louis de France, „Grand Dauphin“ (* 1. November 1661; † 14. April 1711)
- Anne Élisabeth de France (* 18. November 1662; † 30. Dezember 1662)
- Marie Anne de France (* 16. November 1664; † 26. Dezember 1664)
- Marie Anne de Bourbon, mademoiselle de Blois (2. Oktober 1666; † 3. Mai 1739)
- Marie-Thérèse de France (* 2. Januar 1667; † 1. März 1672)
- Louis Auguste de Bourbon, duc du Maine (* 31. März 1670; † 14. Mai 1736)
- Philippe-Charles de France (* 5. August 1668; † 10. Juli 1671), duc d'Anjou
- Louis-François de France (* 14. Juni 1672; † 4. November 1672), duc d'Anjou (1672)
- Louis César de Bourbon, comte de Vexin (* 20. Juni 1672; † 10. Januar 1683)
- Louise Françoise de Bourbon, mademoiselle de Nantes (* 1. Juni 1673; † 16. Juni 1743)
- Louise Marie (* 12. November 1674; † 15. September 1681)
- Françoise Marie de Bourbon, mademoiselle de Blois (* 4. Mai 1677; † 1. Februar 1749);
- Louis Alexandre de Bourbon, comte de Toulouse (* 6. Juni 1678; † 1. Dezember 1737)